# Austrian Football League 2021
La Austrian Football League 2021 è la 37ª edizione del campionato di football americano di primo livello, organizzato dalla AFBÖ.
La finale è stata giocata il 31 luglio alla NV Arena di Sankt Pölten.

## Squadre partecipanti
| Club                  | Città     | Stadio | Sponsor ufficiale | Risultato nella stagione 2020 |
| --------------------- | --------- | ------ | ----------------- | ----------------------------- |
| AFC Rangers Mödling   | Mödling   |        | SonicWall         |                               |
| Danube Dragons        | Vienna    |        |                   |                               |
| Graz Giants           | Graz      |        | Projekt Spielberg |                               |
| Prague Black Panthers | Praga     |        |                   |                               |
| Tirol Raiders         | Innsbruck |        | Swarco            |                               |
| Vienna Vikings        | Vienna    |        | Dacia             |                               |

## Stagione regolare

### Calendario

#### 1ª giornata
| Mödling 27 marzo 2021, ore 15:00 | AFC Rangers Mödling | 7 – 41 (0-21 7-6 0-14 0-0) referto | Vienna Vikings | Stadion Mödling |

| Vienna 28 marzo 2021, ore 14:00 | Danube Dragons | 35 – 16 (7-3 14-7 7-6 7-0) referto | Graz Giants | Sportplatz Donaufeld |

#### 2ª giornata
| Vienna 10 aprile 2021, ore 14:00 | Vienna Vikings | 38 – 28 (0-0 21-13 3-0 14-15) referto | Danube Dragons | Footballzentrum Ravelin |

| Graz 10 aprile 2021, ore 15:00 | Graz Giants | 18 – 45 (6-3 0-14 0-14 12-14) referto | Tirol Raiders | Stadion Eggenberg |

#### 3ª giornata
| Mödling 24 aprile 2021, ore 15:00 | AFC Rangers Mödling | 0 – 31 (0-10 0-14 0-0 0-7) referto | Graz Giants | Stadion Mödling |

| Vienna 24 aprile 2021, ore 16:00 | Vienna Vikings | 31 – 24 (d.t.s.) (14-3 0-7 7-0 3-14 7-0) referto | Tirol Raiders | Footballzentrum Ravelin |

| Vienna 25 aprile 2021, ore 15:00 | Danube Dragons | 21 – 14 (7-7 7-0 7-0 0-7) referto | Prague Black Panthers | Sportplatz Donaufeld |

#### Recuperi 1
| Innsbruck 1º maggio 2021, ore 15:00 | Tirol Raiders | 22 – 14 (3-0 0-7 6-7 13-0) referto | Prague Black Panthers | Tivoli-Neu Stadion |

#### 4ª giornata
| Graz 8 maggio 2021, ore 15:00 | Graz Giants | 40 – 14 (6-7 14-0 7-0 13-7) referto | Danube Dragons | Stadion Eggenberg |

| Innsbruck 8 maggio 2021, ore 15:00 | Tirol Raiders | 35 – 21 (7-0 14-0 7-7 7-14) referto | AFC Rangers Mödling | Tivoli-Neu Stadion |

| Vienna 9 maggio 2021, ore 15:00 | Vienna Vikings | 27 – 9 (6-6 14-3 7-0 0-0) referto | Prague Black Panthers | Footballzentrum Ravelin |

#### 5ª giornata
| Graz 22 maggio 2021, ore 13:00 | Graz Giants | 35 – 42 (d.t.s.) (27-14 0-0 7-14 0-7 0-7) referto | Vienna Vikings | Stadion Eggenberg (300 spett.) |

| Vienna 23 maggio 2021, ore 15:00 | Danube Dragons | 33 – 7 (13-0 13-0 7-0 0-7) referto | AFC Rangers Mödling | Sportplatz Donaufeld (300 spett.) |

#### Recuperi 2
| Praga 29 maggio 2021, ore 15:00 | Prague Black Panthers | 27 – 20 (6-7 7-7 14-6 0-0) referto | AFC Rangers Mödling | Stadion SK Prosek |

#### 6ª giornata
| Innsbruck 5 giugno 2021, ore 15:00 | Tirol Raiders | 24 – 7 (0-0 10-7 7-0 7-0) referto | Danube Dragons | Tivoli-Neu Stadion |

| Mödling 5 giugno 2021, ore 15:00 | AFC Rangers Mödling | 14 – 21 (7-7 7-7 0-0 0-7) referto | Prague Black Panthers | Stadion Mödling |

| Vienna 5 giugno 2021, ore 17:00 | Vienna Vikings | 41 – 16 (7-7 14-0 7-2 13-7) referto | Graz Giants | Footballzentrum Ravelin |

#### 7ª giornata
| Mödling 19 giugno 2021, ore 15:00 | AFC Rangers Mödling | 6 – 17 (0-7 0-0 0-0 6-10) referto | Danube Dragons | Stadion Mödling |

| Praga 20 giugno 2021, ore 15:00 | Prague Black Panthers | 17 – 41 (0-7 17-13 0-14 0-7) referto | Graz Giants | Stadion SK Prosek (100 spett.) |

| Innsbruck 20 giugno 2021, ore 15:00 | Tirol Raiders | 27 – 24 (0-0 7-14 7-7 13-3) referto | Vienna Vikings | Tivoli-Neu Stadion |

#### 8ª giornata
| Graz 3 luglio 2021, ore 15:00 | Graz Giants | 38 – 10 (7-0 28-3 0-0 3-7) referto | AFC Rangers Mödling | Stadion Eggenberg (800 spett.) |

| Vienna 3 luglio 2021, ore 15:00 | Danube Dragons | 24 – 17 (0-10 7-7 3-0 14-0) referto | Tirol Raiders | Sportplatz Donaufeld (500 spett.) |

| Praga 3 luglio 2021, ore 15:00 | Prague Black Panthers | 3 – 49 (0-14 3-21 0-7 0-7) referto | Vienna Vikings | Stadion SK Prosek (200 spett.) |

#### Recuperi 3
| Praga 11 luglio 2021, ore 15:00 | Prague Black Panthers | 16 – 7 (0-0 0-7 13-0 3-0) referto | Tirol Raiders | Stadion SK Prosek |

### Classifica
La classifica della regular season è la seguente:
- PCT = percentuale di vittorie, G = partite giocate, V = partite vinte,  P = partite perse, PF = punti fatti, PS = punti subiti

| Pos. | Squadra               | PCT  | G | V | N | P | PF  | PS  |
| ---- | --------------------- | ---- | - | - | - | - | --- | --- |
| 1    | Vienna Vikings        | .875 | 8 | 7 | 0 | 1 | 293 | 149 |
| 2    | Tirol Raiders         | .625 | 8 | 5 | 0 | 3 | 201 | 155 |
| 3    | Danube Dragons        | .625 | 8 | 5 | 0 | 3 | 179 | 162 |
| 4    | Graz Giants           | .500 | 8 | 4 | 0 | 4 | 235 | 204 |
| 5    | Prague Black Panthers | .375 | 8 | 3 | 0 | 5 | 121 | 201 |
| 6    | AFC Rangers Mödling   | .000 | 8 | 0 | 0 | 8 | 85  | 243 |

## Playoff

### Tabellone
|  | Semifinali | Semifinali     | Semifinali |               |    | XXXVI Austrian Bowl | XXXVI Austrian Bowl | XXXVI Austrian Bowl |  |
|  |            |                |            |               |    |                     |                     |                     |  |
|  | 1          | Vienna Vikings | 21         |               |    |                     |                     |                     |  |
|  | 1          | Vienna Vikings | 21         |               |    |                     |                     |                     |  |
|  | 4          | Graz Giants    | 18         |               |    |                     |                     |                     |  |
|  | 4          | Graz Giants    | 18         |               | 1  | Vienna Vikings      | 14                  |                     |  |
|  |            |                |            |               | 1  | Vienna Vikings      | 14                  |                     |  |
|  |            |                | 2          | Tirol Raiders | 35 |                     |                     |                     |  |
|  | 2          | Tirol Raiders  | 2          | Tirol Raiders | 35 | 31                  |                     |                     |  |
|  | 2          | Tirol Raiders  |            |               |    |                     |                     |                     |  |
|  | 3          | Danube Dragons | 20         |               |    |                     |                     |                     |  |

### Semifinali
| Innsbruck 17 luglio 2021, ore 17:00 | Tirol Raiders | 31 – 20 (7-0 14-13 0-0 10-7) referto | Danube Dragons | Tivoli-Neu Stadion (0 spett.) |

| Vienna 18 luglio 2021, ore 17:00 | Vienna Vikings | 21 – 18 (7-6 6-12 6-0 2-0) referto | Graz Giants | Footballzentrum Ravelin (1500 spett.) |

### XXXVI Austrian Bowl
| Sankt Pölten 31 luglio 2021, ore 19:00 | Vienna Vikings | 14 – 35 (0-14 0-14 0-0 14-7) referto | Tirol Raiders | NV Arena (3100 spett.) |
| Schwam 6':05" Q4 ( TD ) 13yd pass from Hrouda Tasic Q4 ( pat ) Straight 5':28" Q4 ( TD ) interception return Tasic Q4 ( pat ) Marcatori Shelton 3':19" Q1 ( TD ) 7yd pass from Schneider Schwarz Q1 ( pat ) Seeber 0':57" Q1 ( TD ) 4yd run Schwarz Q1 ( pat ) A. Platzgummer 9':38" Q2 ( TD ) 99yd pass from Shelton Schwarz Q2 ( pat ) Fink 5':01" Q2 ( TD ) 43yd pass from Shelton Schwarz Q2 ( pat ) Shelton 12':00" Q4 ( TD ) 1yd run Schwarz Q4 ( pat ) |                | |               |                        |
| |                | |               |                        |
| Schwam 6':05" Q4 (TD) 13yd pass from Hrouda Tasic Q4 (pat) Straight 5':28" Q4 (TD) interception return Tasic Q4 (pat) | Marcatori      | Shelton 3':19" Q1 (TD) 7yd pass from Schneider Schwarz Q1 (pat) Seeber 0':57" Q1 (TD) 4yd run Schwarz Q1 (pat) A. Platzgummer 9':38" Q2 (TD) 99yd pass from Shelton Schwarz Q2 (pat) Fink 5':01" Q2 (TD) 43yd pass from Shelton Schwarz Q2 (pat) Shelton 12':00" Q4 (TD) 1yd run Schwarz Q4 (pat) |               |                        |

## Verdetti
- Tirol Raiders Campioni dell'Austria 2021
- AFC Rangers Mödling retrocessi in AFL - Division I 2022

## Marcatori
| Giocatore    | Sq.                   | TD rush | TD recv | TD int | TD p.ret | TD k.ret | TD oth | Xp1  | Xp2 | FG  | Saf | Totale |
| ------------ | --------------------- | ------- | ------- | ------ | -------- | -------- | ------ | ---- | --- | --- | --- | ------ |
| Adams        | Graz Giants           | 0       | 11+1    | 0      | 0        | 1        | 0      | 0    | 0   | 0   | 0   | 78     |
| Salum        | Vienna Vikings        | 9+1     | 2+1     | 0      | 0        | 0        | 0      | 0    | 0   | 0   | 0   | 78     |
| Schneider    | Tirol Raiders         | 0       | 10+1    | 0      | 0        | 0        | 0      | 0    | 0   | 0   | 0   | 66     |
| Haun         | Danube Dragons        | 0       | 9       | 0      | 0        | 0        | 0      | 0    | 0   | 0   | 0   | 54     |
| F. Wegan     | Vienna Vikings        | 8       | 0       | 0      | 0        | 0        | 0      | 0    | 0   | 0   | 0   | 50     |
| Shelton      | Tirol Raiders         | 4+2     | 0+1     | 0      | 0        | 0        | 0      | 0    | 1   | 0   | 0   | 44     |
| Schwarz      | Tirol Raiders         | 0       | 0       | 0      | 0        | 0        | 0      | 16+9 | 0   | 5+1 | 0   | 43     |
| 2 giocatori  | 42                    |         |         |        |          |          |        |      |     |     |     |        |
| Rock         | Graz Giants           | 1       | 0       | 0      | 0        | 0        | 0      | 25   | 1   | 2   | 0   | 38     |
| 3 giocatori  | 36                    |         |         |        |          |          |        |      |     |     |     |        |
| Tasic        | Vienna Vikings        | 0       | 0       | 0      | 0        | 0        | 0      | 24+3 | 0   | 1+1 | 0   | 33     |
| 2 giocatori  | 30                    |         |         |        |          |          |        |      |     |     |     |        |
| Mandík       | Prague Black Panthers | 0       | 0       | 0      | 0        | 0        | 0      | 13   | 0   | 4   | 0   | 25     |
| Rabl         | Vienna Vikings        | 0       | 1       | 0      | 0        | 0        | 0      | 9    | 0   | 2   | 0   | 21     |
| Mattes       | Danube Dragons        | 3       | 0       | 0      | 0        | 0        | 0      | 0    | 1   | 0   | 0   | 20     |
| 7 giocatori  | 18                    |         |         |        |          |          |        |      |     |     |     |        |
| Heidinger    | Danube Dragons        | 0       | 0       | 0      | 0        | 0        | 0      | 1    | 0   | 0   | 0   | 16     |
| Deutschmann  | Danube Dragons        | 0       | 0       | 0      | 0        | 0        | 0      | 5+2  | 0   | 2   | 0   | 13     |
| 10 giocatori | 12                    |         |         |        |          |          |        |      |     |     |     |        |
| 2 giocatori  | 11                    |         |         |        |          |          |        |      |     |     |     |        |
| 25 giocatori | 6                     |         |         |        |          |          |        |      |     |     |     |        |
| Kager        | Graz Giants           | 0       | 0       | 0      | 0        | 0        | 0      | 0    | 0   | 1   | 0   | 3      |
| 2 giocatori  | 2                     |         |         |        |          |          |        |      |     |     |     |        |

- Miglior marcatore della stagione regolare: Adams ( Graz Giants), 72
- Miglior marcatore dei playoff: Shelton ( Tirol Raiders), 18
- Miglior marcatore della stagione: Adams ( Graz Giants), 78

## Passer rating
La classifica tiene in considerazione soltanto i quarterback con almeno 10 lanci effettuati.
| Giocatore | Sq.                   | G   | Att    | Comp   | Int | Yds      | TD   | NFL    | NCAA   |
| --------- | --------------------- | --- | ------ | ------ | --- | -------- | ---- | ------ | ------ |
| Miller    | Graz Giants           | 8+1 | 229+34 | 129+16 | 7+0 | 2156+346 | 23+3 | 109,53 | 162,35 |
| Shelton   | Tirol Raiders         | 8+2 | 271+45 | 187+30 | 4+2 | 1849+364 | 17+4 | 102,73 | 145,63 |
| Hrouda    | Vienna Vikings        | 6+2 | 57+35  | 36+18  | 4+0 | 463+226  | 6+2  | 93,07  | 141,60 |
| Salum     | Vienna Vikings        | 7+2 | 175+27 | 100+11 | 2+0 | 1367+93  | 15+0 | 98,62  | 138,19 |
| Jeffries  | Danube Dragons        | 8+1 | 211+22 | 114+9  | 7+0 | 1612+140 | 18+0 | 90,64  | 135,44 |
| Roba      | Prague Black Panthers | 2   | 48     | 24     | 0   | 351      | 2    | 88,11  | 125,18 |
| Bräuer    | AFC Rangers Mödling   | 7   | 136    | 61     | 5   | 891      | 4    | 61,24  | 102,24 |
| Greenlee  | Prague Black Panthers | 6   | 162    | 79     | 6   | 714      | 9    | 64,17  | 96,71  |

- Miglior QB della stagione regolare: Miller ( Graz Giants), 162,45
- Miglior QB dei playoff: Miller ( Graz Giants), 161,66
- Miglior QB della stagione: Miller ( Graz Giants), 162,35